# Singasari
Singasari (jaw. ꦏꦫꦠꦺꦴꦤ꧀ꦱꦶꦔ꧀ꦲꦱꦫꦶ) – hinduistyczne królestwo obejmujące obszar wschodniej Jawy. Istniało w latach 1222–1292/1293.

## Historia
Singasari zostało założone przez Kena Angroka w 1222 roku po podboju Kediru. Władca ten, będący jednocześnie założycielem dynastii Radżasa (rządziła Singasari i Majapahitem) Głównym źródłem wiadomości na temat historii Singasari jest Pararaton. Największych podbojów ostatni władca państwa – Kertanagara. Za jego panowania królestwo to powiększyło się o pozostałości królestwa Śriwidżaja – część południowej Sumatry oraz fragmenty wybrzeża Półwyspu Malajskiego, Bornea i Celebes. W 1292 Singasari zostało najechane przez Mongołów Kubilaj-Chana (w wyniku kilkukrotniej odmowy płacenia trybutu) oraz króla Kediru Dżajaktwanga. Królestwo Singasari rozpadło się wtedy, ale jeden z członków dynastii Radżasa – Raden Wijaya, założył królestwo Majapahit oraz wyparł Mongołów z Jawy.

## Religia
Dominującą pozycję w królestwie miał hinduizm, ale część ludności wyznawała też buddyzm, animizm i kejawèn (jawajska religia będąca połączeniem buddyzmu, hinduizmu i animizmu).

## Lista władców
- Ken Angrok (1222–1227)
- Anuśpati (1227–1248)
- Tohdżaja (1248)
- Dżajawisznuwardhana (1248–1268)
- Kertanagara (1268–1292)[1]
- Dżajaktwang (król Kediru czasami zaliczany w poczet władców Singasari) (1292–1293)